# Connan Mockasin
Connan Mockasin, pseudonimo di Connan Tant Hosford (Te Awanga, ...), è un cantautore neozelandese.

## Biografia
Connan nasce a Te Awanga, una piccola città balneare nella regione di Hawke's Bay, in Nuova Zelanda. Suo padre, un fervido amante della chitarra, lo introduce alla musica quando Connan è ancora molto giovane: all'età di cinque anni, infatti, Connan registra la sua prima canzone, manifestando già in tenera età il suo stile eclettico e innovativo; comincia ad ascoltare molti artisti diversi, esaltandosi per Jimi Hendrix (Connan ha affermato di aver cominciato ad ascoltarlo quando era un teenager, sentendolo nella colonna sonora di Trappola In Alto Mare). Continua ad appassionarsi alla musica cominciando a suonare anche altri strumenti, e nel 2004 fonda la sua prima band, Connan & the Mockasins, con cui pubblica un EP e si esibisce in varie località della Nuova Zelanda.
In quegli anni si trasferisce in Inghilterra, ma si accorge presto che la realtà della band comincia a stargli stretta e non gli permette di esprimere appieno il suo mondo interiore: così, lascia la band e torna in Nuova Zelanda, dove si concentra sulla produzione solistica e comincia a registrare con lo pseudonimo Connan Mockasin.
Nel 2010, spinto dalla madre, Connan registra il suo primo album, Please Turn Me Into the Snat. L'album ottiene un discreto successo, tanto che il produttore Erol Alkan lo ingaggia per la produzione di un EP, progetto che poi, vista la crescente passione di Alkan per il lavoro di Connan, si trasforma nella pubblicazione di un LP, Forever Dolphin Love.
Ed è proprio da Forever Dolphin Love che prende le mosse il successivo Caramel (2013).

### Connan & the Mockasins
Il primo progetto di Connan, come già detto, prende il nome di Connan & the Mockasins.Il gruppo, un'innovativa miscela di rock e blues, era costituito da Connan e da due suoi amici, Seamus Ebbs e Ross Walker. Dopo un inizio abbastanza sommesso, la band pubblica due EP, e nel 2006 si trasferisca a Londra, in cerca di una maggiore visibilità da parte dell'industria discografica. Purtroppo, l'anno dopo Walker lascia la band, e la sua presenza, per un breve periodo di tempo, viene rimpiazzata da James Milne (alias Lawrence Arabia). La rottura definitiva avviene con la scelta (e la comunicazione) da parte di Connan di lasciare la band.

### Soft Hair
Connan, nel 2010, entra in contatto con un musicista indie già abbastanza affermato, Sam Dust (alias LA Priest, al secolo Late of the Pier), e non ci vuole molto prima che tra i due nasca la scintilla che li porterà a lavorare insieme. Il nome, per inciso, è un chiaro sbeffeggiamento del movimento hair metal sviluppatosi negli anni 80. I due cominciano a lavorare a un progetto comune, che li porterà, nel 2016, alla pubblicazione del loro primo album eponimo.

## Discografia

### ConConnan & the Mockasins[5]
- Naughty Holidays (2004)
- Sneaky Sneaky Dogfriend (2006)
- Uuu It's Teasy (2006)

### ConSoft Hair
Soft Hair (2016)

### Come Connan Mockasin
| Titolo                       | Dettagli                                                               |
| ---------------------------- | ---------------------------------------------------------------------- |
| Please Turn Me Into the Snat | Auto-pubblicato nel 2010                                               |
| Forever Dolphin Love         | Pubblicato nel 2011 con Phantasy Sound e Because Music                 |
| Caramel                      | Pubblicato nel 2013 con Phantasy Sound, Because Music e Mexican Summer |
| Jassbusters                  | Pubblicato nel 2018 con Mexican Summer                                 |